# اس‌ام یوبی-۱۲۸
اس‌ام یوبی-۱۲۸ (به انگلیسی: SM UB-128) یک زیردریایی بود که طول آن ۵۵٫۸۵ متر (۱۸۳٫۲ فوت) بود. این زیردریایی در سال ۱۹۱۸ ساخته شد.